# Gerhard Seitz
Gerhard Seitz (* 24. November 1922 in München; † 8. September 2020 in Ottobeuren) war ein deutscher Konzertmeister.
Er besuchte bis 1941 das Maximiliansgymnasium in München. Nach dem Abitur studierte er Geige an der Hochschule für Musik in München, von 1941 bis 1945, unterbrochen durch  den Zweiten Weltkrieg und die daraus resultierende Kriegsgefangenschaft.
1948 begann er als Konzertmeister beim späteren Symphonieorchester des Bayerischen Rundfunk. Mit seinem Jugendfreund, dem Pianisten und späteren Dirigenten Wolfgang Sawallisch, gründete er ein Duo, 1949 gewannen sie den Internationalen Wettbewerb für Musik in Genf. Bis zu seinem Ruhestand 1985 war Seitz 1. Konzertmeister des Symphonieorchesters. Von 1962 bis 1970 war er als Dozent für Violine am Richard-Strauss-Konservatorium in München tätig.